# Andrei Mikhalkov-Kontxalovski
Andrei Serguéievitx Mikhalkov-Kontxalovski (en rus: Андре́й Серге́евич Михалко́в-Кончало́вский) (20 d'agost del 1937, Moscou, Unió Soviètica) és un director de cinema rus.

## Biografia
Kontxalovski és part de la família aristocràtica Mikhalkov, reconeguda per les seves arrels artístiques i aristocràtiques. Canvià el seu nom per Andrei i va prendre el cognom del seu avi matern: Piotr Kontxalovski, com a pseudònim. És germà de Nikita Mikhalkov i fill de Serguei Mikhalkov.
Estudià durant deu anys al Conservatori de Moscou, preparant-se per a ser pianista. No obstant això, el 1960, va conèixer Andrei Tarkovski, amb qui va escriure el guió de la seva pel·lícula: Andrei Rubliov (1966).
El seu debut com a director, El primer mestre (Pervi utxítel), fou rebut favorablement a la Unió Soviètica i participà en diversos festivals internacionals de cinema. La seva segona pel·lícula, The story of Asya Klyachina (en rus: Istória Assi Kliàtxinoi, kotóraia liubila, da ne vixla zàmuj; en català: La història d'Àssia Kliàtxina, que amava, però no es va casar) fou censurada per les autoritats soviètiques. Quan fou estrenada, vint anys més tard, fou aclamada com la seva obra mestra. Posteriorment, Kontxalovski dirigí adaptacions de Llar de la petita noblesa d'Ivan Turguénev i de L'oncle Vània d'Anton Txékhov. Ambdues pel·lícules foren protagonitzades per Innokenti Smoktunovski. La seva pel·lícula èpica Sibiriada fou rebuda positivament al Festival Internacional de Cinema de Canes i feu possible que es pogués mudar als Estats Units el 1980.
Les seves produccions de Hollywood més populars són El tren de l'infern, basada en el guió original d'Akira Kurosawa, i Tango i Cash, protagonitzada per Sylvester Stallone i Kurt Russell. Durant els anys noranta, Kontxalovski tornà a Rússia, tot i que ocasionalment produí films històrics per a la televisió estatunidenca, entre els quals es troba la minisèrie The Odyssey i el telefilm The Lion in Winter.
La seva pel·lícula del 2003, Casa de babaus (Dom durakov), ambientada en un assil psiquiàtric de Txetxènia, va fer-lo guanyar un Lleó d'argent al Festival Internacional de Cinema de Venècia.

### Vida personal
Kontxalovski s'ha casat en diverses ocasions. La seva primera esposa fou l'actriu kazaka Natàlia Arinbasarova, amb qui va tenir dos fills: Iegor i Stepan. La seva segona esposa fou Irina Kandat. La tercera Viviane Godet, amb qui va tenir una filla: Alexandra Mikhalkova.
La seva esposa actual és l'actriu russa Iuliia Visotskaia.

## Filmografia
| - Nutcracker and the Rat King (2010) - Moscow Chill (2007) - Dom durakov (2002) - Kúrotxka Riaba (1994) - The Inner Circle (1991) - Shy People (1987) - Duet for One (1986) - Maria's Lovers (1984) - Sibiriada (1979) - Krov i pot (1978) - Transsibirski ekspress (1977) - Rabà liubví (1976) - Liuti (1974) - Netxàiannie ràdosti (1972) - Sedmaia púlia (1972) - Jdiom tebià, paren... (1972) - L'oncle Vània (1970) - Konets atamana (1970) - Andrei Rubliov (1969) - Dvoriànskoie gnezdó (1969) - Pesn o Manxuk (1969) - Taixkent - górod khlebni (1968) - Pervi utxítel (1966) - Ivànovo detstvo (1962) - Katok i skripka (1961) | - Paradise (2016) - Bitva za Ukraïnu (2014, documental) - The Postman's White Nights (2014) - The Nutcracker in 3D (2010) - Gliànets (2007) - The Lion in Winter (2003, telefilm) - Dom durakov (2002) - The Odyssey (1997, minisèrie) - Lumière i companyia (1995) - Kúrotxka Riaba (1994) - El cercle dels íntims (1991) - Tango i Cash (1989) - Homer and Eddie (1989) - Shy People (1987) - Duet for One (1986) - El tren de l'infern (Runaway Train) (1985) - Maria's Lovers (1984) - Split Cherry Tree (1982) - Sibiriada (1979) - Romans o vliubliónnikh (1974) - L'oncle Vània (1970) - Dvoriànskoie gnezdó (1969) - The story of Asya Klyachina (Istória Assi Kliàtxinoi, kotóraia liubila, da ne vixla zàmuj) (1966) - Pervi utxítel (1965) - Màltxik i gólub (1961) |

### Actor
- La infància d'Ivan (1962)
- Mne dvàdtsat let (1964)

### Compositor
- Maria's Lovers (1984)